# Cincinnati Open 1990
Il Cincinnati Open 1990 (conosciuto anche come Thriftway ATP Championships per motivi di sponsorizzazione) è stato un torneo di tennis giocato sul cemento.
È stata la 89ª edizione del Cincinnati Open, che fa parte della categoria Super 9 nell'ambito dell'ATP Tour 1990. Il torneo si è giocato a Cincinnati in Ohio negli USA, dal 13 al 20 agosto 1990.

## Campioni

### Singolare
Stefan Edberg ha battuto in finale  Brad Gilbert con il punteggio di 6–1, 6–1

### Doppio
Darren Cahill /  Mark Kratzmann hanno battuto in finale  Neil Broad /  Gary Muller con il punteggio di 7–6, 6–4